# 晏家屯镇
晏家屯镇是中华人民共和国河北省邢台市襄都区下辖的一个镇。2020年6月，晏家屯镇划归襄都区管辖。

## 行政区划
晏家屯镇下辖以下村级行政区划单位：
晏家屯村、席家屯村、羊村、赵家屯村、北景家屯村、北王段村、大色村、苏家屯村、北小吕村、王家庄村、城界村、新兴村、辛庄村、庞马村、太平村、新野河村、陈家屯村、石相村、东石村、丰裕村、薜家屯村、孝子村、心长村和北盖宗村。